# Agum III
Agum III was rond 1465 v.Chr. koning van het Kassietenrijk Karduniaš dat over Babylonië heerste. 
Wat we over hem wisten, was dat Kaštiliaš III zijn vader was en dat diens broer het Zeeland veroverde en dat Agum III zelf rond 1465 ook een expeditie naar het zuiden ondernam. Dit alles is echter uit veel latere bronnen bekend en dat laat altijd ruimte voor twijfel. In Qal'at al-Bahrein, dat gezien wordt als de hoofdstad van Dilmun is echter onder een vijftigtal spijkerschrifttabletten een opmerkelijke inscriptie aangetroffen uit zijn eigen tijd. Zij luidt:
| ITI.GU4.SI.SA2  | maand van Aiaru  |
| U4 19-KAM       | 19e dag          |
| MU KI 4 A-gu-um | 4e jaar van Agum |

Er staan drie Agums op de koningslijst voor het Kassietenrijk, maar de eerste twee komen niet voor contacten zo ver zuidelijk in aanmerking. Het moet dus wel om Agum III gaan. In zijn tijd was Dilmun blijkbaar onder Kassitisch bestuur en werden zijn regeringsjaren er voor datering gebruikt. De Kassieten waren er dus niet alleen in geslaagd Babylonië te verenigen maar hadden Dilmun aan hun gebied toegevoegd.